# فيستيروس
فيستيروس (باللغة السويدية: Västerås) هي مدينة في وسط السويد، تقع على ضفاف بحيرة مالارين في إقليم فاستمانلاند تبعد حوالي 100 كيلومتر عن العاصمة ستوكهولم، يقطنها حوالي 110,877 نسمة حسب إحصائيات 2010 
فيستيروس هي مقر بلدية فيستيروس ومركز إقليم فاستمانلاند.

## التاريخ

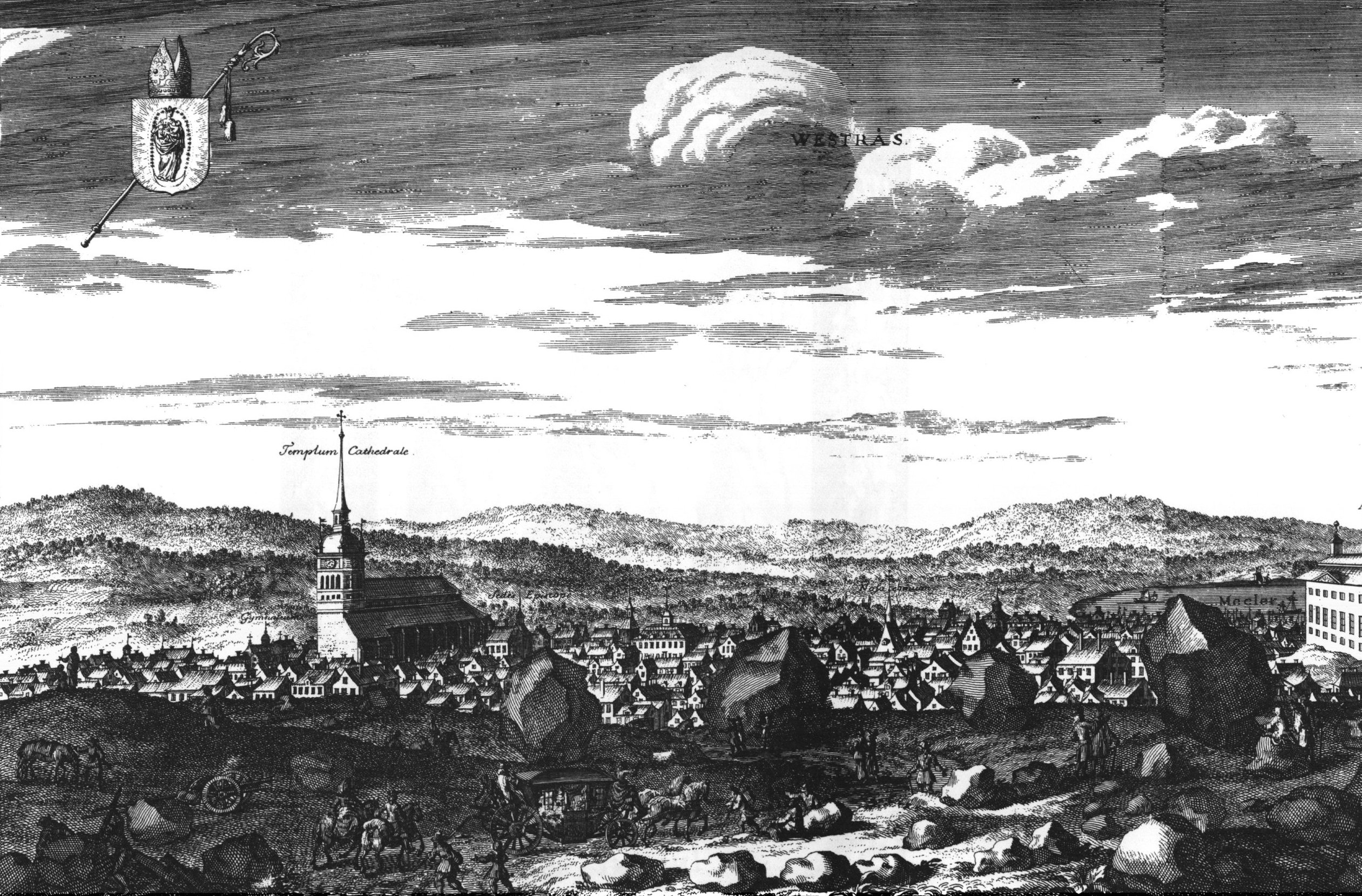
فيستيروس حوالي عام 1700، كما ظهرت في مجموعة نقوش "السويد قديما وحديثا".

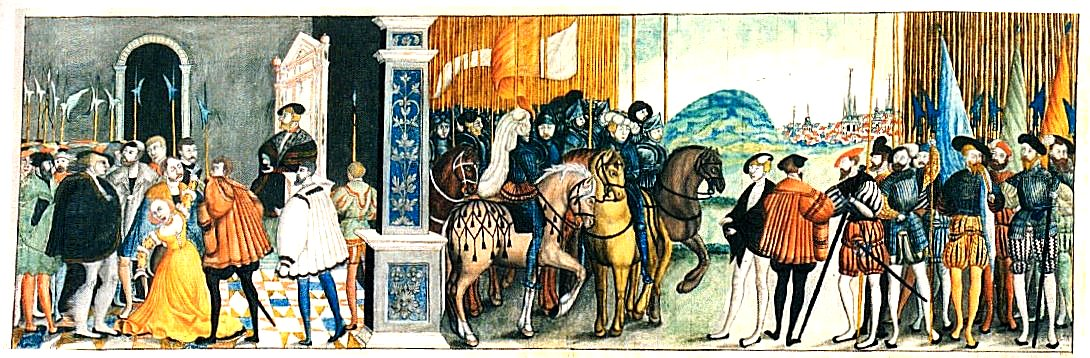
ملك السويد غوستاف الأول في فيستيروس عام 1527. لوحة مائية أعيد ترميمها تعود لعام 1722.

تعد فيستيروس من أقدم مدن السويد ومنطقة شمال أوروبا ويعني اسمها بالأصل «غرب أروس» حيث يُعتقد أن أروس هو نهر يقع على مقربه منه. وكانت هذه المنطقة مأهولة بالبشر منذ عصر الفايكنج الشمالي قبل سنة 1000 ميلادي. وكانت ثاني أكبر مدن السويد خلال مطلع القرن الحادي عشر، وغدت بحلول القرن الثاني عشر مجلساً للأسقف. وتقع جثوة أنندشوج بالقرب من المدينة. وتعد جثوة أنندشوج أكبر جثوة جنائزية في السويد. يرجع شعار المدينة إلى نهاية القرن الثالث عشر حيث دعا الملك غوستاف الأول الريكسداغ في فيستيروس. واُتخِذ خلال اجتماعهم قرار تحويل السويد إلى دولة بروتستانتية ونزع سلطات الكنيسة الكاثوليكية عن البلاد. وبنيت أقدم مدرسة ثانوية في السويد على يد يوهانز ريدبيكش في المدينة عام 1623. وشاع خلال القرنان الثامن عشر والتاسع عشر زراعة الخيار وأصبحت فيستيروس معروفة بلقب «مدينة الخيار» (بالسويدية: Gurkstaden)، وحافظت المدينة على هذا الاسم الشعبي حتى يومنا.

## المناخ
يتصف مناخ فيستيروس بكونه مناخ رطب قاري ذو شتاء بارد وصيف دافئ بحسب تصنيف كوبن للمناخ. ويميل الطقس خلال فترة فصل الصيف بكونه صعب التوقع إلى درجة كبيرة فتظهرُ الشمس تارةً ولكن يبقى احتمال حصول هطولات مطرية مفاجئة. ويصبح الطقس مشمساً أكثر من الأيام الأخرى حين تمنع النظم ذات الضغط العالي وصول النظم ذات الضغط المنخفض والتي عادةً ما تصل من جهة المحيط الأطلنطي.
الصيف هادئ ومتقلب بين مشمس وغائم ودرجات الحرارة تتفاوت بين 22° و 25° مئوية وأحيانا تصل إلى 30° مئوية
الشتاء بارد عادةً، تهطل الثلوج وتغطي الأرض لعدة شهور مع درجات حرارة حوالي 5° مئوية متوقعة.

## الرياضة
المدينة معروفة بنادي «فيستيروس إس كي» (VSK Bandy) لرياضة باندي الشتوية وهو أنجح فرق الباندي على مستوى السويد حيث فاز أكثر من 20 بطولة باندي سويدية. ويملك النادي أكبر حلبة لعب لرياضة الباندي في السويد. كما عقدت عدة دورات من البطولة العالمية للباندي في فيستيروس. أما بالنسبة لرياضة هوكي الجليد فيوجد فريق «في آي كي فيستيروس» (VIK Västerås). كما يوجد عدة أندية لكرة القدم مثل (Västerås SK Fotboll) ونادي (IFK Västerås) وغيرها الكثير.

## وصلات خارجية
- الموقع الرسمي
- بوابة محلية حول فيستيروس: مقالات وصور إلخ.. نسخة محفوظة 12 أغسطس 2020 على موقع واي باك مشين. (بالسويدية)